# Yoshinori Abe
Yoshinori Abe (japanisch 阿部 良則 Abe Yoshinori; * 10. September 1972 in Fujisawa) ist ein ehemaliger japanischer Fußballspieler.

## Karriere
Abe spielte in seiner Jugend von 1988 bis 1990 bei Yomiuri. Danach spielte er ab 1991 für Verdy Kawasaki. 1995 wechselte er zu Brummell Sendai (später Vegalta Sendai). In vielen Spielen spielte er als Stürmer. 1996 wechselte Abe zum JFL-Club Tosu Futures, kehrte aber ein Jahr später wieder zu Verdy Kawasaki zurück. 1998 wechselte er erneut zu Vegalta Sendai. Der Verein stieg 1999 in die J2 League auf. Im Jahr 2000 spielte er für Shonan Bellmare und 2001 für Kawasaki Frontale. Am Ende der Saison 2001 beendete er seine Karriere.

## Vereinsstatistiken
| Vereinsleistung | Vereinsleistung   | Vereinsleistung | Liga | Liga | Cup           | Cup           | Liga-Cup     | Liga-Cup     | Gesamt | Gesamt |
| Saison          | Verein            | Liga            | Apps | Tore | Apps          | Tore          | Apps         | Tore         | Apps   | Tore   |
| Japan           | Japan             | Japan           | Liga | Liga | Emperor's Cup | Emperor's Cup | J.League Cup | J.League Cup | Gesamt | Gesamt |
| --------------- | ----------------- | --------------- | ---- | ---- | ------------- | ------------- | ------------ | ------------ | ------ | ------ |
| 1991/92         | Yomiuri           | JSL Division 1  | 2    | 0    | 0             | 0             | 0            | 0            | 2      | 0      |
| 1992            | Verdy Kawasaki    | J1 League       | -    | -    | 2             | 0             | 4            | 0            | 6      | 0      |
| 1993            | Verdy Kawasaki    | J1 League       | 8    | 0    | 3             | 0             | 6            | 1            | 17     | 1      |
| 1994            | Verdy Kawasaki    | J1 League       | 11   | 1    | 0             | 0             | 0            | 0            | 11     | 1      |
| 1995            | Verdy Kawasaki    | J1 League       | 0    | 0    | 0             | 0             | -            | -            | 0      | 0      |
| 1995            | Brummell Sendai   | Football League | 23   | 13   | 2             | 1             | -            | -            | 25     | 14     |
| 1996            | Tosu Futures      | Football League | 22   | 9    | 0             | 0             | -            | -            | 22     | 9      |
| 1997            | Verdy Kawasaki    | J1 League       | 11   | 1    | 0             | 0             | 0            | 0            | 11     | 1      |
| 1998            | Brummell Sendai   | Football League | 21   | 12   | 4             | 1             | 4            | 1            | 29     | 14     |
| 1999            | Vegalta Sendai    | J2 League       | 18   | 7    | 2             | 0             | 2            | 0            | 22     | 7      |
| 2000            | Shonan Bellmare   | J2 League       | 14   | 1    | 2             | 0             | 0            | 0            | 16     | 1      |
| 2001            | Kawasaki Frontale | J2 League       | 30   | 4    | 5             | 5             | 1            | 0            | 36     | 9      |
| Gesamt          | Gesamt            | Gesamt          | 160  | 48   | 20            | 7             | 17           | 2            | 197    | 57     |